# Takedda

Rotte commerciali durante il XIV secolo tra le principali città dell'Africa Occidentale, tra cui, Takkeda.

Takedda è stata una città-stato e capitale di un piccolo regno situato nell'odierno Niger. Il sito archeologico oggi conosciuto come Azlik wan Birni potrebbe essere, secondo molti, il posto in cui si trovano le antiche rovine della città.

## Storia
Takedda è stata fondata dai Sanhaja, una confederazione di tribù berbere che abitava nel Maghreb. Nel 1285, una schiavo liberto della corte di Mari Djata, il fondatore dell'Impero del Mali, usurpò il trono occupando la città. Nel XIV secolo la città controllata dalle tribù Tuareg occupò un importante ruolo nelle rotte commerciali delle caravane attraverso il deserto, permettendo un forte arricchimento della città, situazione particolarmente favorevole per Takedda che, in quell'epoca, controllava le vicine miniere di rame.
Nel 1353, Takedda venne visitata da Ibn Battuta, di ritorno dal suo terzo viaggio verso l'Impero del Mali.